# ターイー
ターイー（932年 - 1003年）は、アッバース朝の第24代カリフ（在位：974年 - 991年）である。

## 生涯
第23代カリフであるムティーと女奴隷ハザールとの間に生まれた。父親は946年に即位したがブワイフ朝のムイッズ・ウッダウラの完全な傀儡であり、イラク政権を継承したムイッズの息子のイッズ・ウッダウラの時代となった974年に退位してターイーに地位を譲った。
43歳で即位したが、イッズ・ウッダウラに対してトルコ系傭兵隊長が反乱を起こし救援のためファールス政権のアズド・ウッダウラに、975年にバグダードに入り反乱を鎮圧した。アズド・ウッダウラは、野心からイッズ・ウッダウラと争い攻め滅ぼした。
ターイーは、最初にアズド・ウッダウラに会ったときは、組み易しと見て高飛車に接したが、二か月で完全に屈服させられた。アズド・ウッダウラは農業生産の高いファールスと肥沃なイラクを統一し、ムイッズ・ウッダウラの死以来混乱していたイラクの統治を安定させてブワイフ朝の最盛期をもたらしたが、統治のためにはアッバース朝のカリフの権威は必要だった。
980年にファーティマ朝の使節が訪れた時には、アズド・ウッダウラはうやうやしくターイーに仕える姿を見せたが、翌年にアズド・ウッダウラが出征し戻ってきた時にはカリフに出迎えさせた。983年にアズド・ウッダウラが死ぬと、息子たちがそれぞれ入れ替わりイラクの統治を統治したが、991年にブワイフ朝のバッハー・ウッダウラの近臣の一人を投獄したことで怒りを買い、宮殿から連れ去られた。本人不在のまま退位させられたが、新しい宮殿に迎えられ丁重に待遇され、わがままを言いながらも大往生をとげた。